# 白承勋
白承勋（1979年3月4日—），出生于韩国釜山，北京电影学院导演系。在中国的韩国籍电影导演、编剧、剪接師。

## 学历
- 韩国东亚放送艺术大学校 演剧映画系
- 北京电影学院 导演系

## 作品

### 短片 Short Films
- 1998 《 我们是....? 》 DV (15min)
- 1999 《 末世 Millennium 》 16mm Film (18min)
- 1999 《 母亲 Oh! Money 》 16mm Film (15min)
- 2002 《 同床异梦 Our Own Universe 》 DV (21min)
- 2003 《 共同栽培区 Joint Cultivation Area 》 DV (15min)
- 2004 《 没事 Nothing 》 DV (5min)
- 2004 《 命运 Destiny 》 DV (24min)
- 2005 《 京京的礼物 The Gift 》 DV (14min)
- 2005 《 美国之梦 American Dream 》 DV (28min)
- 2006 《 哭泣的女人 Weeping Women 》 DV (13min)
- 2006 《 谁是我 Who am I 》 35mm Film (7min21sec)
- 2007 《 鸭子和大雁 Duck&Goose 》 35mm Film (30min)
- 2014 《 新年快乐 Happy New Year 》 i-phone (15min)

### 长片 Feature films
- 1998   朴光秀导演的 《李在守之乱 The Uprising》 – 制作支援
- 2002   朴庆熙导演的 《微笑 A Smile》 - 导演组
- 2007   金知云导演的 《好家伙 坏家伙 怪家伙》 - 总制片助理
- 2008 《奶丝吐米球 NICE TO MEET YOU》 – 编剧、导演
- 2009 《鸭子的反击 Flying Duck》 – 编剧、导演
- 2010 《阳光啦啦队 Sunshine Cheerleader》 – 编剧、导演
- 2012 《恋者多喜欢 You Are The One》 - 导演  / 2014年 3月 7日 上映
- 2015 《临时保镖》- 编剧、导演

### 剪辑 Editing
- 《 Hello!树先生Hello！Mr. Tree》

2011年11月4日上映，2011年第十四届上海国际电影节金爵奖评委会大奖 
2011年第十四届上海国际电影节金爵奖最佳导演奖，2011年第九届海参崴国际电影节最佳导演奖、最佳男演员奖
- 《 稍安勿躁 Let it be》 2012年9月7日上映
- 《 美姐 The Love Songs of Tiedan》

2013年10月18日上映, 2012年日本东京FILMAX电影节，2012年第60届西班牙圣塞巴斯蒂安电影节
2012年第49届台湾金马影展亚洲影评人联盟奖，2013年中国•西宁•FIRST青年电影节最佳剪辑奖提名，5各部门获奖
- 《爱的替身 All Apologies》

第十九届法国维苏尔国际电影节最佳新人奖和最佳观众奖，第37届香港国际电影节主竞赛评委会大奖
第11届意大利亚洲电影节最佳影片，第十六届上海国际电影节中国传媒大奖最佳新人女演员，最佳女配角奖
- 《第三种爱情 The Third Way of Love》，2015年9月25日上映, 导演 : 李宰汉, 主演 : 宋承宪 / 刘亦菲

- 《我的青春期 My Original Dream》

2015年 11月 11日 上映，2015年 第28届东京国际电影节最佳影片-金麒麟奖（提名）